# Impatiens andapensis
Impatiens andapensis är en balsaminväxtart som beskrevs av Fischer och Raheliv. Impatiens andapensis ingår i släktet balsaminer, och familjen balsaminväxter. Inga underarter finns listade i Catalogue of Life.